# Бозлу
Бозлу (азерб. Qoşasu) — село у Лачинському районі Азербайджану. Село розташоване на лівому березі річки Zabuxçay, за 32 км на захід від районного центру, міста Лачина та за 54 км на північ від міста Горіса.
З 1992 по 2020 рік було під Збройні сили Вірменії окупацією і називалось Мошатаг (вірм. Մոշաթաղ), входячи в Кашатазький район невизнаний Нагірно-Карабаська Республіка. 1 грудня 2020 в ході Другої карабаської війни села було звільнено Збройні сили Азербайджану. (вірмени трактують це як окупацію).